# ГЕС Moglicë
ГЕС Moglicë — гідроелектростанція в Албанії на річці Девол у південно-східній частині країни. Входить до запланованого каскаду, до якого також відносяться станції Banjë та Kokël. Буде розташована вище за течією від останньої, ставши таким чином найвищою ГЕС каскаду.
Спорудженням трьох станцій, найпотужнішою серед яких буде саме Moglicë, займається норвезька енергетична корпорація Statkraft. Будівельні роботи на місці майбутньої греблі розпочались у 2015 році. Девол перекриють кам'яно-накидною греблею із асфальтовим ядром висотою 150 метрів із товщиною до 460 метрів. Вона утворюватиме водосховище із площею поверхні 7,2 км2.
ГЕС Moglicë обладнають трьома турбінами типу Френсіс: двома потужними вертикальними та однією горизонтальною, яку встановлять з екологічних міркувань (так само, як і у випадку зі станцією Banjë).
Проектний річний виробіток електроенергії на ГЕС має становити майже 0,5 млрд кВт-год. Видача продукції здійснюватиметься по ЛЕП напругою 220 кВ.